# Nikópoli
Nikópoli är en ort i Grekland.   Den ligger i prefekturen Nomós Prevézis och regionen Epirus, i den centrala delen av landet, 280 km väster om huvudstaden Aten. Nikópoli ligger 40 meter över havet och antalet invånare är 315.
Terrängen runt Nikópoli är platt. Havet är nära Nikópoli åt sydväst. Runt Nikópoli är det ganska glesbefolkat, med 38 invånare per kvadratkilometer. Närmaste större samhälle är Preveza, 8,0 km söder om Nikópoli. Trakten runt Nikópoli består till största delen av jordbruksmark.